# 사회과학 박사
사회과학 박사(社會科學 博士)는 대학원 관련 학위이다. 이 학위로써 사회과학 대학 예하 사회학 교수직원 직위를 지내는 것이 대표적이다.
1991년 이전까지는 사회학 박사(社會學 博士)라는 학위가 수여되었으며 이 종류의 학위는 1991년 이후부터 사회과학 박사(社會科學 博士)라는 학위로 통칭화되었다.